# THE PINBALLS
THE PINBALLS（ザ・ピンボールズ）は2006年結成の4人組ガレージロックバンドである。略称はPINS。所属事務所はNo Big Deal Records、レーベルは日本コロムビア。結成以来、一度のメンバーチェンジもなく活動している。 　2010年タワーレコード初のオーディション「Knockin’on TOWER’s Door」において、応募総数1006組の中から1位に選ばれ「NO MUSIC NO LIFE」の看板を飾る。 インディーズで6枚のアルバムを出した後、2017年「NUMBER SEVEN」でメジャーデビュー。2021年11月24日をもってバンド活動休止。

## メンバー
古川貴之 （フルカワ タカユキ）Vocal＆Guitar
6月8日生まれ
FENDER USA　TELECASTER BLKを使用していたが、2015年夏頃からFENDER Traditional 70s Telecaster Customをメインで使用している。ブロードウェイではGRETCHを使用している。
HONDA「バイクが、好きだ。」CFソング「自由の翼」にムービーソングアーティストで参加している。
ソングライティングにおいて一番影響を受けたのはBLANKEY JET CITYの浅井健一。神様だと思っているとインタビューで述べている。
仲の良いLarge House Satisfactionの小林要司、a flood of circleの佐々木亮介とディズニーシー、秋葉原に行ったりしている。
数字好きで数字にまつわる事を考えている事からタイトル等に数字を入れたり数字に関連する作品が多い。父親が数学好きで数字や数学に憧れがあるとの事。
言葉フェチでもあり、好きな言葉に出会うと夢中になり、一人でずっと呟く。「カルタゴ滅ぶべし」は好きすぎて曲名になっている。
演奏終わりのキメの際に高くジャンプする事があり、公式Twitterやライブレポートで確認できる。RUSH BALL 2018、郡山、森下ツイート 等
猫好きで飼い猫の名前はラムちゃん（ラム・タム・タガー）2020年現在、20歳近いおばちゃん猫である。
涙もろく過去の事を語る最中、涙声になる事がよくあり、MCが複数ある場合1つのライブで数度涙声になる事がある。
本や映画好きでありファンクラブコンテンツPlayers BLOGでは古川の好きな物について解説している。
近年は新宿レッドクロスにおいて弾き語りなどのソロ活動も行っている。
活動休止後の2022年に「MARSBERG SUBWAY SYSTEM」を結成。2023年には王様戦隊キングオージャーオープニング「全力キング」の作詩、歌を担当。
中屋智裕 （ナカヤ トモヒロ）Guitar
1月8日生まれ
古川曰く、中屋はすごく男気のあるロックな人間。バンドとして1本筋を通すという観点の見え方をちゃんと気にしている。
緊張感や生々しさを出す為ギターソロをアドリブで弾いている。違うタイプのソロを3テイク程録り、一番良いテイクを使っている。
バンドのリーダーであるがステージ上で喋る事はほぼなくステージで言葉を発した際にはファンと他のメンバーを驚かせた。
「深夜リハはお菓子が無いとやる気が出ない。」「（お菓子画像で）幸せとはこう言う事！」等、甘党・お菓子好きである。
ライブでファンの上をサーフしながらギターを弾く事がありファンからは中屋神輿と呼ばれ、公式Twitterの 池下、岡山、恵比寿 公演の写真で確認できる。
使用ギターはFENDER USA Jaguar 63。 フロントPUをSEYMOUR DUNCANのSJAG-2nに交換している。 ライブではFENDER USA Jaguar 63をメインで使用。 
Acoustic session Live “Dress up 2 You”においてGodinの5th Avenue Kingpinを使用している。
ファンクラブコンテンツPlayers BLOGではギター動画を載せている。
森下拓貴 （モリシタ ヒロタカ）Bass
11月19日生まれ
yeah yeah yeahでライブの際ボーカルを取る部分がある。
使用楽器はFENDER USAのジャズベースとプレジョンベースを使い分けている。共にビンテージホワイトカラー。
両目の寄り目だけでなく、片目だけの寄り目もできる。（時の肋骨　DVD「Document of Leap with Lightnings tour」でその模様が確認できる）
料理上手で、その様子はTwitterやInstgramで確認できる。素麺、シーフードカレー、クリームフィットチーネ  白トリュフ風味 等
ファンクラブコンテンツPlayers BLOGにおいては食べた料理についてや、料理の作り方詳しく解説している。
天下一品好きでもあり、ツアーで京都に行った際には本店に行きたいとのこと。
石原天 （イシハラ タカシ）Drums
6月23日生まれ
PVではPearlの3点セットを使用。
古川曰く、石原は他の3人がアレンジについて言い争っている時に「俺はどっちも良いと思うよ～」とか言ってくれるのが本当に助かる。
凄く天然。それが上手くバンドのクッションや潤滑油になってくれるととも古川は評価している
ラジオコメントにおいて事前にこれを言いたいと選んだ、マイブームは？と聞かれた際には「ないかなぁ」と答えている。
本人曰は「生きててこだわりを持ったことがないかもしれない」と述べている。
ラーメン好きでありファンクラブコンテンツPlayers BLOGではラーメンについての内容を絡めた日常を更新している。
影響を受けたアーティストはナンバーガール

## 略歴
- 2006年7月結成。
- 2008年、エマージェンザ・ミュージック・フェスティバル日本ブロック決勝に進出[24]。
- 2009年、エマージェンザ・ミュージック・フェスティバル大会コンピレーションCD「Emergenza France 2008」に日本のバンドとして初収録。
- 2010年11月　タワーレコード初のオーディションKnockin'on TOWER's Doorで1位を獲得[25]。
- 2011年2月　タワーレコード NO MUSIC NO LIFE のポスターが全国のタワーレコード・JR渋谷駅の看板に[26]。
- 2011年3月　タワーレコードのニューレーベルKnock up![27] から「アンテナ」でCDデビュー。
- 2011年8月　初の全国流通版「ten bear(s)」をKnock upレーベルよりリリース。
- 2012年4月　タイムトラベルを題材にしたコンセプトアルバム「100 years on spaceship」をKnock upよりリリース。プロデューサーに佐久間正英を起用[28]。
佐久間本人がミックス終了時に『良い出来だぞ。』とツイートし、同じベーシストである森下は感激していた[29]。
- 2013年11月　所属レーベルをNo Big Deal Recordsに移籍して「ONE EYED WILLY」をリリース。
- 2014年1月　東名阪ワンマンツアー”THE ADVENTURE OF ONE EYED WILLY ONE-MAN TOUR”を開催。
- 2014年9月　前作よりわずか10ヶ月で初のフルアルバム「THE PINBALLS」をリリース。
- 2014年9月　東名阪ワンマンを含む"DONKEY KNOWS WHAT IS LOVE" TOURをスタート。
- 2014年12月31日　AFOC x Shelter presents"ROCK'N'ROLL NEW SCHOOL <'14-'15 Count Down Party!!!>"に a flood of circleの佐々木指名で出演[30]。
- 2015年4月　アニメ『ニンジャスレイヤー フロムアニメイシヨン』第3話のエンディングテーマとして「劇場支配人のテーマ」が採用される[31]。
- 2016年7月　古川貴之が、HONDA「バイクが、好きだ。」CFソング「自由の翼」にムービーソングアーティストに決定。2020年現在もWEBやTV CM等で使用されている。
- 2017年12月06日　日本コロムビアからミニアルバム「NUMBER SEVEN」でメジャーデビュー[32]。
- 2018年04月25日　メジャー1stシングル「Primal Three」をリリース[33]。
- 2018年11月14日　メジャー1stフルアルバム「時の肋骨」をリリース[34]。
- 2019年07月03日　古川貴之の喉の不調でライブ活動を一時休止を発表。[35]
- 2019年08月04日　『ROCK IN JAPAN FESTIVAL』で復帰した。
- 2019年08月28日　古川貴之のTwitterアカウントにおいて、喉の不調はポリープが原因だった事と手術をし全快した事が本人の口から明かされた。[36]
- 2019年08月31日　初の映像作品"end of the days tour"ファイナルの恵比寿LIQUIDROOM公演を収録した「end of the days tour at EBISU LIQUIDROOM」をリリース
- 2020年09月09日　新曲「ブロードウェイ」が　テレビ東京 水ドラ25『闇芝居(生)』のオープニングテーマ曲として放送開始される（9月23日より各種配信サイトより配信開始）
- 2020年09月15日　モバイル公式サイト「Players」が開設
- 2020年10月06日　新曲「ニードルノット」がアニメシアターX、TOKYO MX 系アニメ『池袋ウエストゲートパーク)』のオープニングテーマ曲が放送開始
- 2020年12月16日　「ブロードウェイ」、「ニードルノット」タイアップ2曲を含むメジャー2ndフルアルバム「millions of oblivion」をリリース。[37]
- 2021年07月02日　2021年をもってバンド活動を休止する事を発表。また結成15周年記念企画盤として過去の名曲たちを再レコーディングしたメモリアルアルバム『ZERO TAKES』のリリースと、活動を締め括るワンマンライブ「15th Anniversary Oneman “Go Back to ZERO”」の開催を発表した。
- 2021年11月24日　Zepp DiverCityにてワンマンライブ『THE PINBALLS 15th Anniversary Oneman「Go Back to Zero」』を開催し活動休止。

## 概要・音楽性・交友関係
2006年、周りが音楽を辞めていく中、最後に本気でバンドをやりたいと思った古川が好きなプレイヤーを選び結成。ドラムの石原は別のバンドからも誘いを受けてたが、デモを聴き加入を決心している。 古川と森下とは幼稚園から、中屋とは小学絞から一緒の仲であり、石原は古川の高校の同級生である。バンド名は古川の好きな村上春樹の小説『1973年のピンボール』、BLANKEY JET CITYの「死神のサングラス」の歌詞、The Who「PINBALL WIZARD」に“ピンボール”が共通し、何かあるなと思いバンド名している。 また、中屋は"The"と"s"はマストだったとも答えている。ライブの際のSEはThe Sonicsの「Have Love, Will Travel」基本的にスーツを衣裳している。中屋の衣裳のこだわりはブルースから流れてくる正装のスーツ。いわゆる細身のモッズスーツ（3ボタン・サイドベンツ）　結成当初は池袋を中心に、2010年頃からは下北沢を中心に活動している。

メンバー全員の共通音楽はBLANKEY JET CITY。またthee michelle gun elephantにも古川は影響を受けており、石原は解散ライブにも参戦している。バンドの音楽性としてはThe BeatlesやThe Rolling Stones、The Kinks、The Whoなどに代表される1960年代のブリティッシュ・インヴェイジョンをルーツとしている。曲の長さは2、3分台の曲が多く、その事に関しては「メンバーはスッキリしてるものが好きっていうところが全員共通していて、短い曲を好むのもそういうところに通じている」との事。バンドの方向性としてルーツミュージックだけを演るバンドではなく古川は音楽を自分なりに解釈して演る方が好きであり、逆にリーダーの中屋はルーツに根差していると発言している。それ故、意見が対立する事もあるが森下がバンドの意見を吸い上げ、石原がバンドのクッションや潤滑油になって4人だからこそ保てるバランスがあるとも述べている。　曲は古川が原曲を作り、メンバーがアレンジを考えている。中屋はバンドとして1本筋を通すという観点からバンドや曲を見ている。1stフルアルバムTHE PINBALLS収録の「まぬけなドンキー」は、それ以前より古川の一番のお切りに入りでCDに収録しようとしていた曲だったが、中屋は「すごく良い曲なんだけど、バンドとしてのアプローチが見えない」と収録されて来なかった。最終的には「何とかしよう」とアレンジを考え直し収録された。　2020年発売のアコースティックセルフカバーアルバム「DressUp」では中屋がリーダーシップをアレンジを考えたが、古川が提案したアレンジに対し「それじゃ同じじゃん。録り直す意味ねえよ」と、筋を通す所を見せている。　また、5曲目の「way of 春風」を古川がピアノとボーカルで録ったテイクを古川は気に入っていたが「いいテイクだけどロックバンドとしてはどうなんだろう？」とメンバーから意見が出た事から、バンド演奏でも新たに録音。最終的に、新たに録ったバンド編成のテイクが凄くよくなりバンド編成で演奏した方を採用している。　ゲストミュージシャンを迎えた「DressUp」以前より古川は違う楽器を入れたいアイデアを以前より持っていたが、そのたびに中屋が「バンドでやる意味って何なんだ？」「ロックバンドでいる意味って何なんだ？」とこだわりを見せていた。古川は中屋の首尾一貫した所が好きだし、中屋の意見を尊重してきたが「うちのエースである中屋と他のミュージシャンをぶつけてみたかった」と語っている。できあがりに「凄く良かった」「中屋のリードギターが他の楽器に全然負けていなかった。」と古川は満足している。　2020年6月放送のレギュラーラジオMUSIC CONVOYの最終回のテーマ「THE PINBALLSな1曲」としてあげた曲は、古川「樫の木島の夜の唄」、中屋「ワンダーソング」、森下「ニューイングランドの王たち」、石原「アンテナ」と3人がミディアムナンバーな曲をあげている。　

バンドの交友関係としてはロックンロール・ガレージロック系統のバンドと仲が良くLarge House Satisfaction、Yellow Studsとの3組による東名阪スプリット・ツアー"KERBEROS"を2016年・2019年と開催している。a flood of circleとも仲が良くお互いのツアーにゲストで呼び合ったりしている。ボーカルの佐々木亮介は「曲が良い。新譜が良いから。ライブが良い。面白い人」と評価している。　a flood of circleは片目のウィリーのカバーをYouTubeで公開している。 また同世代のThe cold tommy、ビレッジマンズストアとも仲が良い。

## 作品

### 配信(配信限定)
自主制作盤

## ミュージックビデオ・ LIVE
| ディレクター | 曲名                                | 備考・撮影地                             |
| WAKAME       | tenbear                             |                                          |
| WAKAME       | 悪魔は隣のテーブルに                |                                          |
| 杉本視       | 片目のウィリー                      |                                          |
| 杉本視       | 真夏のシューメイカー                |                                          |
| 杉本視       | 冬のハンター                        |                                          |
| Kota Yamaji  | 20世紀のメロディ                    | 世田谷区池尻 GLOBE ANTIQUES ザ・グローブ |
| 青木亮二     | 毒蛇のロックンロール                |                                          |
| 青木亮二     | 蝙蝠と聖レオンハルト                | 板橋区 ハウススタジオStudioBe 3号館      |
| 青木亮二     | 七転八倒のブルース                  |                                          |
| 青木亮二     | Lightning strikes                   |                                          |
| 青木亮二     | Voo Doo                             |                                          |
| 青木亮二     | 失われた宇宙                        |                                          |
| 青木亮二     | アダムの肋骨                        |                                          |
| 青木亮二     | CRACK                               |                                          |
| 青木亮二     | 劇場支配人のテーマ -LIVE ver-       | 2018.2.23@渋谷CLUB QUATTRO               |
| 青木亮二     | 悪魔は隣のテーブルに(Acoustic Ver.) | 渋谷区 Jazz bar琥珀-amber -              |
| 青木亮二     | ブロードウェイ                      |                                          |
| 青木亮二     | ニードルノット                      |                                          |

## タイアップ一覧
| 起用年       | 曲名                   | タイアップ                                                                      | 収録作品（初出）                  |
| ------------ | ---------------------- | ------------------------------------------------------------------------------- | --------------------------------- |
| THE PINBALLS |                        |                                                                                 |                                   |
| 2015年       | 劇場支配人のテーマ     | アニメ『ニンジャスレイヤー フロムアニメイシヨン』配信版 第3話エンディングテーマ | さよなら20世紀                    |
| 2017年       | 蝙蝠と聖レオンハルト   | テレビ東京系『JAPAN COUNTDOWN』2017年12月度エンディングテーマ                   | NUMBER SEVEN                      |
| 2018年       | 蝙蝠と聖レオンハルト   | KBS京都『京スポ』1月度エンディングテーマ                                        | NUMBER SEVEN                      |
| 2018年       | 七転八倒のブルース     | UHFアニメ『伊藤潤二『コレクション』』オープニングテーマ                         | NUMBER SEVEN                      |
| 2018年       | Voo Doo                | 北海道テレビ『夢チカ18』5月度オープニングテーマ                                 | Primal Three                      |
| 2020年       | ブロードウェイ         | テレビ東京系 水ドラ25『闇芝居(生)』オープニングテーマ（2020年9月9日 - ）        | millions of oblivion              |
| 2020年       | ニードルノット         | UHFアニメ『池袋ウエストゲートパーク』オープニングテーマ（2020年10月6日 - ）     | millions of oblivion              |
| 2021年       | ミリオンダラーベイビー | 熊本放送『SOUND STEADY』1月度オープニングテーマ                                 | millions of oblivion              |
| 古川貴之     |                        |                                                                                 |                                   |
| 2016年       | 自由の翼               | HONDA「バイクが好きだ。」女子高校生篇CMソング（2016年7月21日 - ）               | 未発売                            |
| 2016年       | 自由の翼               | HONDA「バイクが、好きだ。」男友達篇CMソング（2016年9月27日 - ）                 | 未発売                            |
| 2017年       | 自由の翼               | HONDA「バイクが好きだ。」気づき篇CMソング（2017年10月4日 - ）                   | 未発売                            |
| 2018年       | 自由の翼               | HONDA「バイクが好きだ。」START！Love Bike篇CMソング（2018年2月7日 - ）          | 未発売                            |
| 2023年       | 全力キング             | 特撮ドラマ『王様戦隊キングオージャー』主題歌                                    | 王様戦隊キングオージャー 主題歌CD |

## ヘビーローテーション/パワープレイ

### テレビ
| 起用年       | 曲名                   | ヘビーローテーション/パワープレイ             | 初出作品             |
| ------------ | ---------------------- | --------------------------------------------- | -------------------- |
| THE PINBALLS |                        |                                               |                      |
| 2018年       | Lightning strikes      | 長崎国際テレビ『AIR』4月度Catch Up!           | Primal Three         |
| 2021年       | ミリオンダラーベイビー | くまもと県民テレビ『Next Jack』1月度Next Jack | millions of oblivion |

## 主なライブ

### 出演イベント
- 2011.09.10　TREASURE05X 2011　蒲郡ラグーナビーチ特設ステージ
- 2011.10.14　FM802主催　『MINAMI WHEEL 2011』
- 2011.10.01　MUSIC CITY TENJIN 2011 LIVE CIRCUIT
- 2012.05.27　大同大学 第47回 宴祭『Fire Cracker 〜MAX OUT 限界突破〜』
- 2012.08.11　TREASURE05X
- 2012.08.19　SUMMER SONIC 2012　大阪公演「FLOWER STAGE」
- 2012.10.13　FM802主催　『MINAMI WHEEL 2012』
- 2013.10.24　FM802主催　『MINAMI WHEEL 2013』
- 2012.10.28　近畿医療福祉大学 播彩祭
- 2014.04.05　ETERNAL ROCK CITY
- 2014.06.08　SAKAE SP-RING 2014
- 2014.08.16　TREASURE05X 2014
- 2014.10.13　FM802主催　『MINAMI WHEEL 2014』（台風により中止）
- 2014.12.16　 東放学園音響専門学校『LOVE!LIFE!LIVE!～X’mas special～』EX THEATER ROPPONGI
- 2014.12.31　AFOC x Shelter presents"ROCK'N'ROLL NEW SCHOOL <'14-'15 Count Down Party!!!>
- 2015.06.07　SAKAE SP-RING 2015
- 2015.10.11　FM802主催　『MINAMI WHEEL 2015』
- 2016.03.20　MbS×I ▽ RADIO 786「SANUKI ROCK COLOSSEUM」
- 2016.06.05　SAKAE SP-RING 2016
- 2016.10.09　FM802主催　『MINAMI WHEEL 2016』
- 2017.06.04　SAKAE SP-RING 2017
- 2017.10.09　FM802主催　『MINAMI WHEEL 2017』
- 2018.01.06　高校生バンドフェス2018　Zeppなんば大阪
- 2018.01.07　みそフェス2018
- 2018.03.10　HIROSHIMA MUSIC STADIUM -ハルバン'18-
- 2018.03.11　TENJIN ONTAQ 2018  @福岡･天神地区複数会場
- 2018.08.19　TREASURE05X -SCREAM AMBITIONS クラブクアトロ 2018
- 2018.10.06　FM802主催　『MINAMI WHEEL 2018』
- 2019.01.05　みそフェス2019
- 2018.03.18　SANUKI ROCK COLOSSEUM
- 2018.06.02　百万石音楽祭2019 ミリオンロックフェスティバル 手取川ARENA
- 2018.09.01　RUSH BALL 2018 20th ANNIVERSARY
- 2019.05.12　RUSH BALL☆R 大阪城音楽堂
- 2019.08.04　ROCK IN JAPAN FESTIVAL 2019　BUZZ STAGE
- 2019.10.10　MINAMI WHEEL “R&R” EDITION A FLOOD OF CIRCUS 〜番外革ジャン編〜
- 2019.10.12　FM802主催　『MINAMI WHEEL 2019』（台風により中止）
- 2019.12.31　AFOCxShelter presents ROCK’N’ROLLNEWSCHOOL 19-'20CountDownParty!!!FINAL!
- 2020.01.11　みそフェス2020*2020.07
- 2020.01.15　GIANT LEAP THE LIVE WEST vol.4
- 2020.02.09　Wienners BACK TO THE ANIMALS TOUR 2020
- MURO FESTIVAL2020（新型コロナウイルス感染症の影響により開催見送り）